# Гоер, Антонин
Антонин Гоер (чеш. Antonín Hojer; 31 марта 1894, Прага, Цислейтания — 20 октября 1964, Чехословакия) — чехословацкий футболист, игравший на позиции защитника.
Выступал за клуб «Спарта» (Прага), а также национальную сборную Чехословакии.
Четырехкратный чемпион Чехословакии.

## Клубная карьера
Во взрослом футболе дебютировал в 1913 году выступлениями за клуб «Спарта» (Прага), цвета которого и защищал на протяжении всей своей карьеры игрока, длившуюся девятнадцать лет. В составе «Спарты» был одним из главных бомбардиров команды, имея среднюю результативность на уровне 0,37 гола за игру национального первенства. Он был игроком так называемой «Железной Спарты», знаменитой команды «Спарты» первой половины 1920-х годов. Всего отыграл за «Спарту» 430 матчей и забил за них 118 голов — является самым результативным защитником в истории «Спарты».
Чешский спортивный журналист и историк Зденек Шалек писал о нем: «Крепкий, крепкий и бесстрашный игрок, отличный теханрь».

## Выступления за сборную
В 1920 году дебютировал в официальных матчах в составе национальной сборной Чехословакии. Сыграл в историческом первом официальном матче сборной Чехословакии — с Югославией на Олимпийских играх в Антверпене в 1920 году. В течение карьеры в национальной команде, длившейся 11 лет, провёл в форме главной команды страны 35 матчей, забив 3 гола.
В составе сборной был участником футбольного турнира на Олимпийских играх 1920 года в Антверпене, футбольного турнира на Олимпийских играх 1924 года в Париже.

## Титулы и достижения
- Чемпион Чехословакии (5) :

«Спарта» (Прага) : 1912, 1919, 1922, 1925—1926
- Чемпион Среднечешской лиги (5) :

«Спарта» (Прага) : 1919, 1920, 1921, 1922, 1923 ,
- Финалист Кубка Митропы (1) :

«Спарта» (Прага) : 1930
- Обладатель Среднечешского кубка (5) :

«Спарта» (Прага) : 1919, 1920, 1923, 1924, 1925